# Notturno op. 72 n. 1 (Chopin)
Il Notturno op. 72 n.1 in Mi minore è una composizione scritta da Fryderyk Chopin nel 1827 e pubblicata postuma nel 1855.

## Storia
È il primo notturno scritto da Chopin, molto probabilmente quando aveva solo 17 anni nel 1827, secondo la testimonianza di Julian Fontana, amico fraterno del compositore, che si occupò della pubblicazione del brano presso l'editore Schlesinger nel 1855. Il musicista scrisse la composizione quando era da poco entrato come alunno alla Scuola Superiore di Musica presso l'Università di Varsavia; non fu il suo primo lavoro avendo già composto diverse opere tra cui alcune mazurche, tre polacche e il Rondò in Do minore che fu la sua prima composizione a essere pubblicata.
Nonostante la testimonianza di Fontana, alcuni critici hanno messo in dubbio la datazione del lavoro; sono state notate infatti alcune analogie con il Notturno in Mi bemolle maggiore scritto nel 1843, in particolare la presenza di due sole sezioni, uniche nei Notturni chopiniani, solitamente quadripartiti; in queste sezioni la linea melodica scorre sul ritmo continuo e regolare della mano sinistra similmente in tutti e due i notturni. Ma un più attento ascolto della composizione ha rilevato come questa abbia già in sé caratteristiche dei Notturni maggiori, anche se espresse con una malinconia più distaccata e ha inoltre aspetti che fanno intravedere il Lento con gran espressione scritto tre anni più tardi.

## Analisi

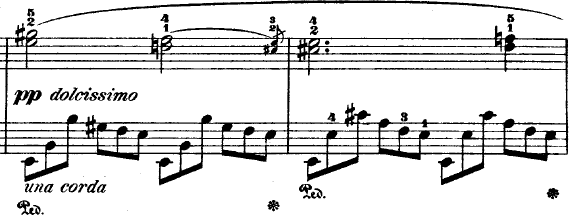
Secondo tema in Mi maggiore del Notturno op. 72

Chopin conosceva i Notturni composti da John Field, ormai quasi tutti pubblicati nel 1827, e aveva anche ascoltato a Varsavia un concerto della pianista polacca Maria Szymanowska che imitava le opere del musicista irlandese. L'influenza iniziale su Chopin dei due autori è stata ampiamente riconosciuta, ma il distacco che il giovane musicista propone già nel suo primo Notturno è evidentissimo. La melodia è infatti accompagnata non da accordi singoli della parte bassa bensì da un movimento continuo che fa da contraltare alla cantabilità del tema; la melodia stessa ha poi una notevole evidenza e una liricità di rilievo scaturita  proprio dalla contrapposizione con la parte bassa. La costruzione del Notturno è inoltre realizzata con una grande eleganza portata fino al termine dove il modo maggiore ha come un effetto "consolatorio" dopo la tensione emotiva espressa precedentemente nel brano.
La prima parte propone una melodia calma e un po' malinconica, molto semplice e arricchita dalla ripetizione che presenta alcune variazioni; questa sezione non propone abbellimenti di cui invece è ricca la Ripresa con trilli, acciaccature, scale cromatiche e arpeggi integrati nella linea melodica ad accrescerne la tensione emotiva. Quella che avrebbe dovuto essere una seconda sezione è in realtà un breve passaggio di sole otto battute, ricco però sempre di atmosfera magica. Sebbene sia un'opera giovanile, è già ben chiaro il concetto di Notturno quale lo intendeva Chopin; anche se vi sono alcune incertezze, la ricchezza dell'ornamentazione, ispirata al Belcanto italiano, e la padronanza già notevole nella modulazione, realizzata nel passaggio dalla tonalità d'impianto in Mi minore a quella conclusiva in Mi maggiore, sono elementi che prannunciano la maestria del compositore.